# Geo Metro
Geo Metro — версия Suzuki Cultus, продававшаяся на североамериканском рынке с 1989 по 2001 год. До 1997 года автомобиль имел логотип Geo, а с 1998 года автомобиль имел логотип Chevrolet.

## Chevrolet Sprint
Suzuki Cultus первого поколения начал продаваться в Северной Америке под названием Chevrolet Sprint. В Канаде автомобиль продавался под названиями Suzuki Forza и Pontiac Firefly. На западе США автомобиль продавался до 1986 года, когда начались общенациональные продажи в США. В 1987 году Chevrolet Sprint стал называться Chevrolet Sprint Metro.

## Первое поколение
Производство первых моделей Geo Metro, эквивалентных Suzuki Cultus второго поколения, началось на заводе Suzuki в Хамамацу в конце 1988 года. Дебют Geo Metro состоялся в 1989 году в роли преемника Chevrolet Sprint в США. Канадские модели по-прежнему носили шильдики Chevrolet Sprint и Pontiac Firefly, в то время как Suzuki Forsa был заменён моделью Suzuki Swift второго поколения. В США первое поколение Geo Metro также продавалось под названием Suzuki Swift. Модельный ряд Metro/Swift/Sprint претерпел рестайлинг, в то время как производство Firefly было временно остановлено. Первое поколение Geo Metro было заменено модернизированной моделью, уникальной для североамериканского рынка.

Некоторые предсерийные модели были выпущены вручную и имели 5-значные одометры.

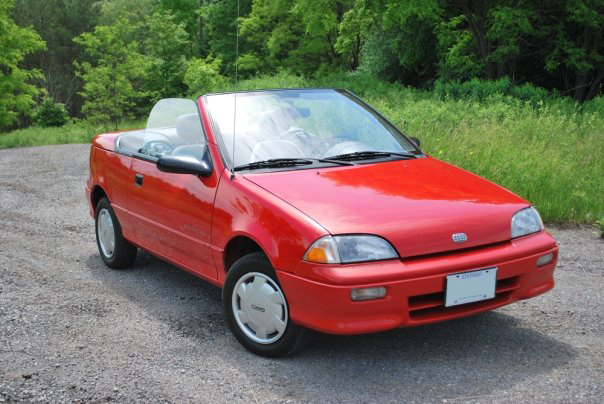
1992 Geo Metro (кабриолет)
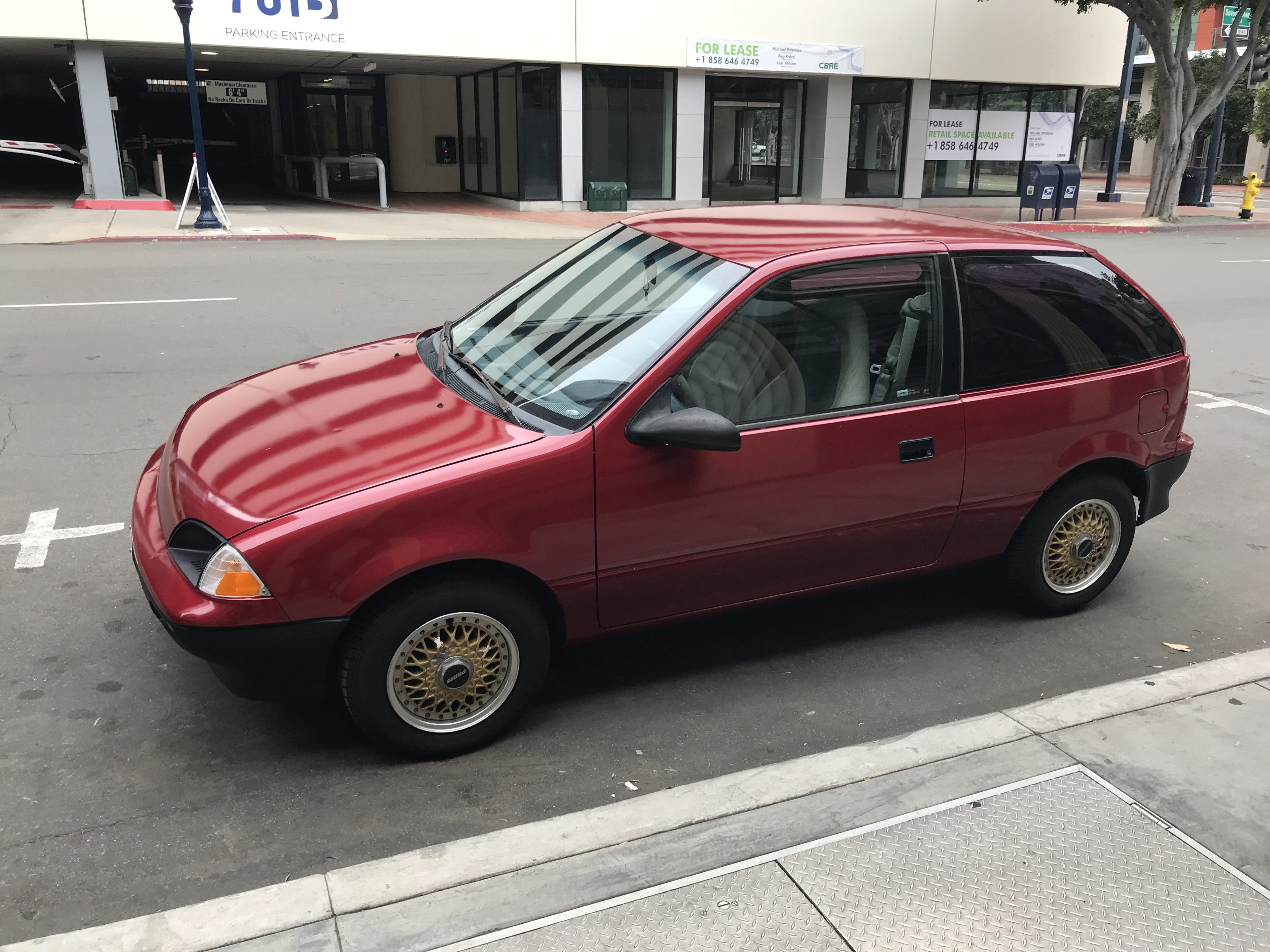
1990—1991 Geo Metro (хетчбэк)

## Второе поколение (1995—2001)
Второе поколение Sprint/Metro дебютировало в 1995 году. Представляет собой версию третьего поколения Cultus для североамериканского рынка. До 1997 года автомобили назывались Geo Metro, а с 1998 года — Chevrolet Metro. Последний Metro сошёл с конвейера 26 апреля 2001 года.

### Сравнение первого и второго поколений Geo Metro
|                                      | Первое поколение | Второе поколение |
| ------------------------------------ | ---------------- | ---------------- |
| Запас хода спереди (дюйм.)           | 37,8             | 39,1             |
| Запас хода сзади (дюйм.)             | 36,5             | 36               |
| Пространство для ног спереди (дюйм.) | 42,5             | 42,5             |
| Пространство для ног сзади (дюйм.)   | 29,8             | 32,8             |

### Продажи
|           | Название        | Рынок            | Кузов |
| --------- | --------------- | ---------------- | ----- |
| 1995—2000 | Suzuki Swift    | Северная Америка | 3     |
| 1995—2000 | Pontiac Firefly | Канада           | 3/4   |
| 1995—1997 | Geo Metro       | Северная Америка | 3/4   |
| 1998—2001 | Chevrolet Metro | Северная Америка | 3/4   |

3=3-дв. хетчбэк
4=4-дв. седан

### Галерея

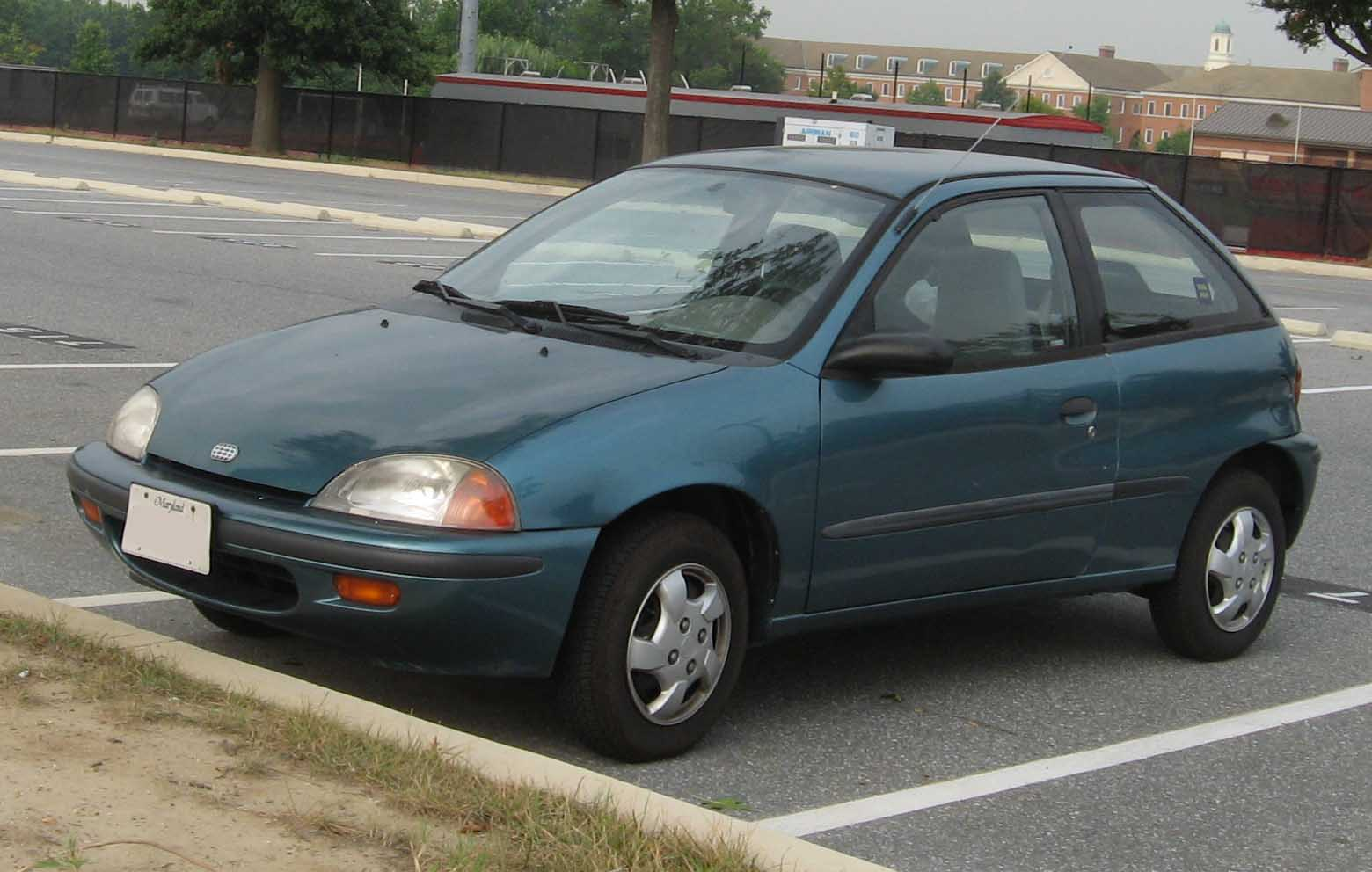
Geo Metro
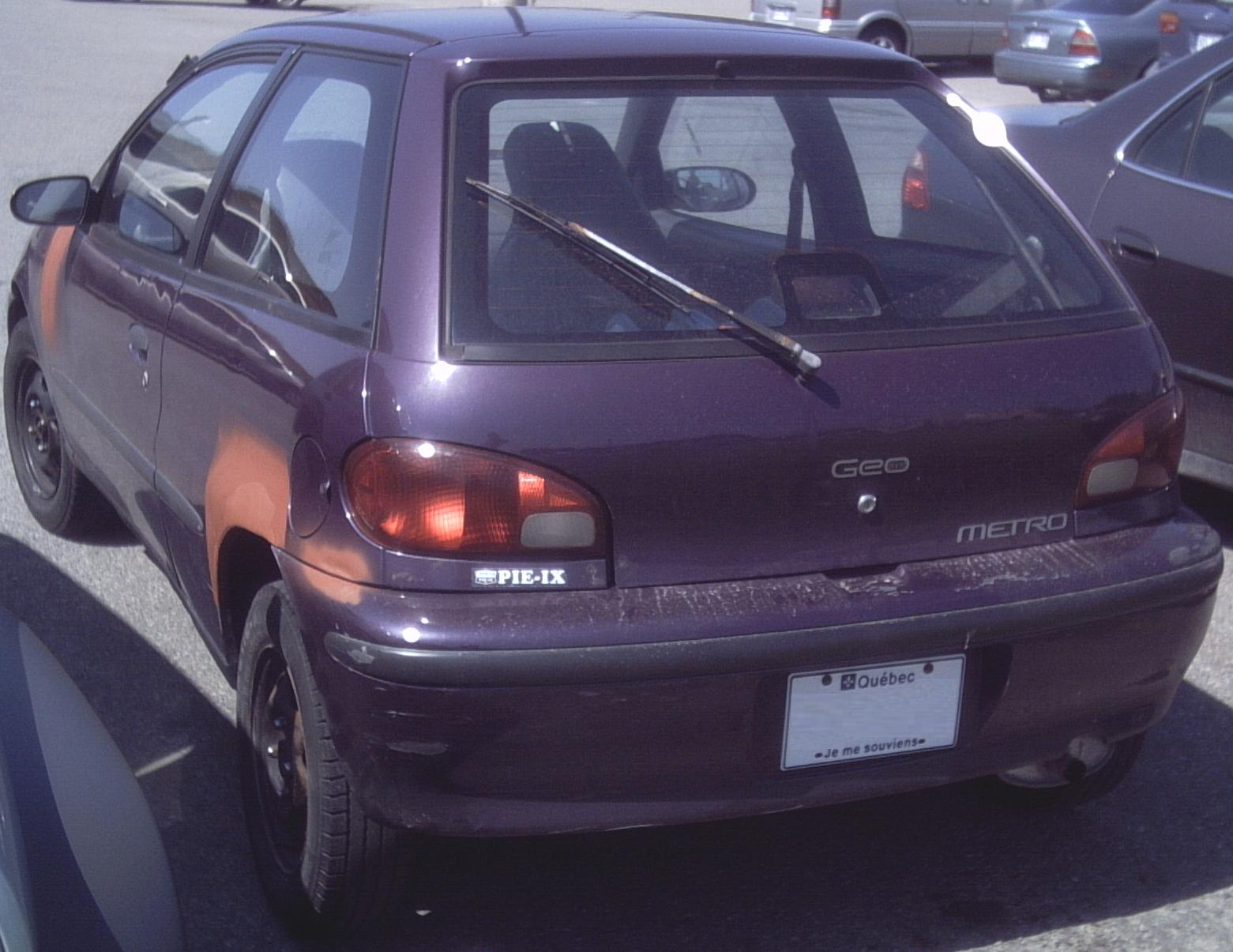
1995 Geo Metro
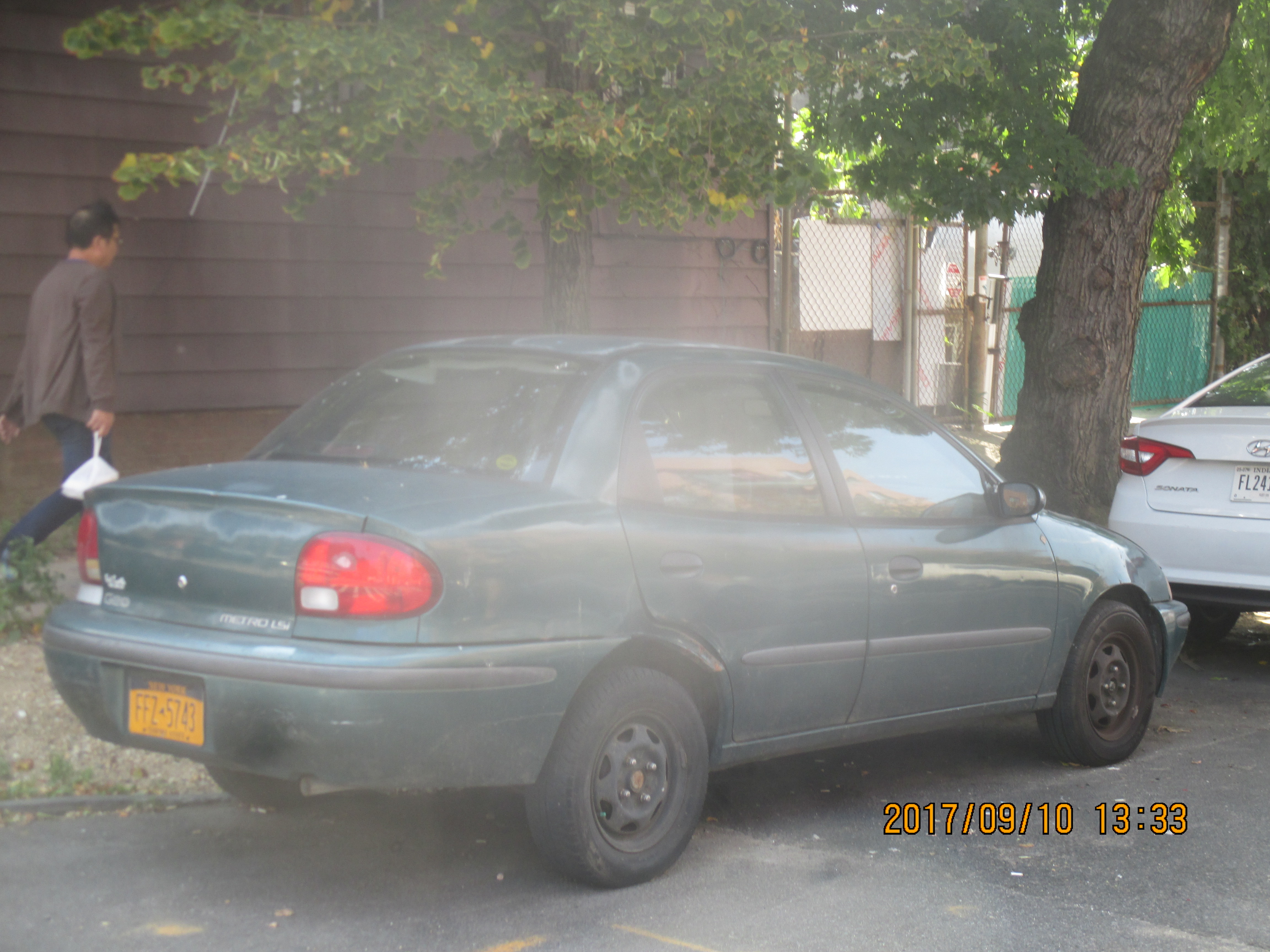
1997 Geo Metro LSI
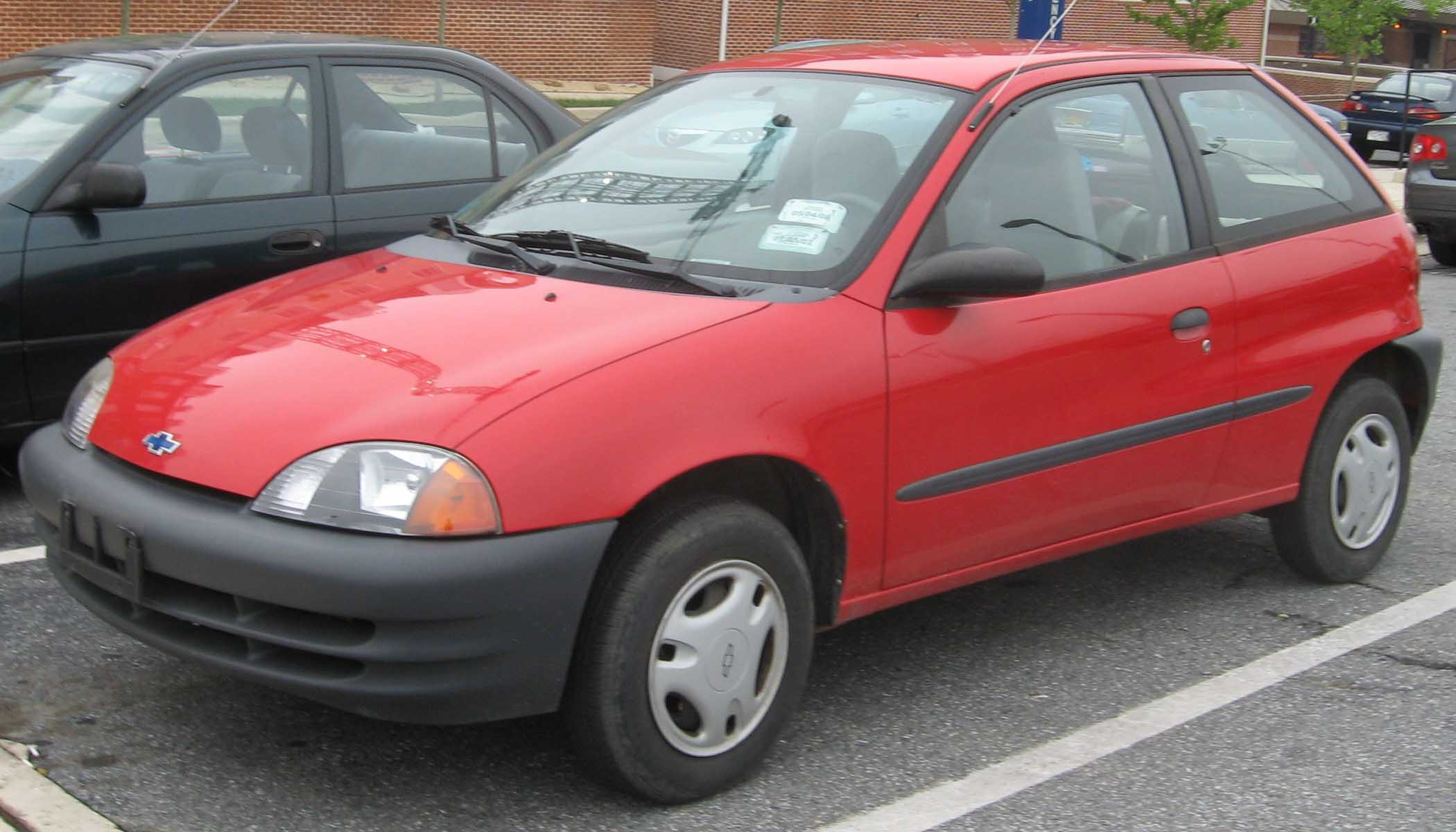
Chevrolet Metro
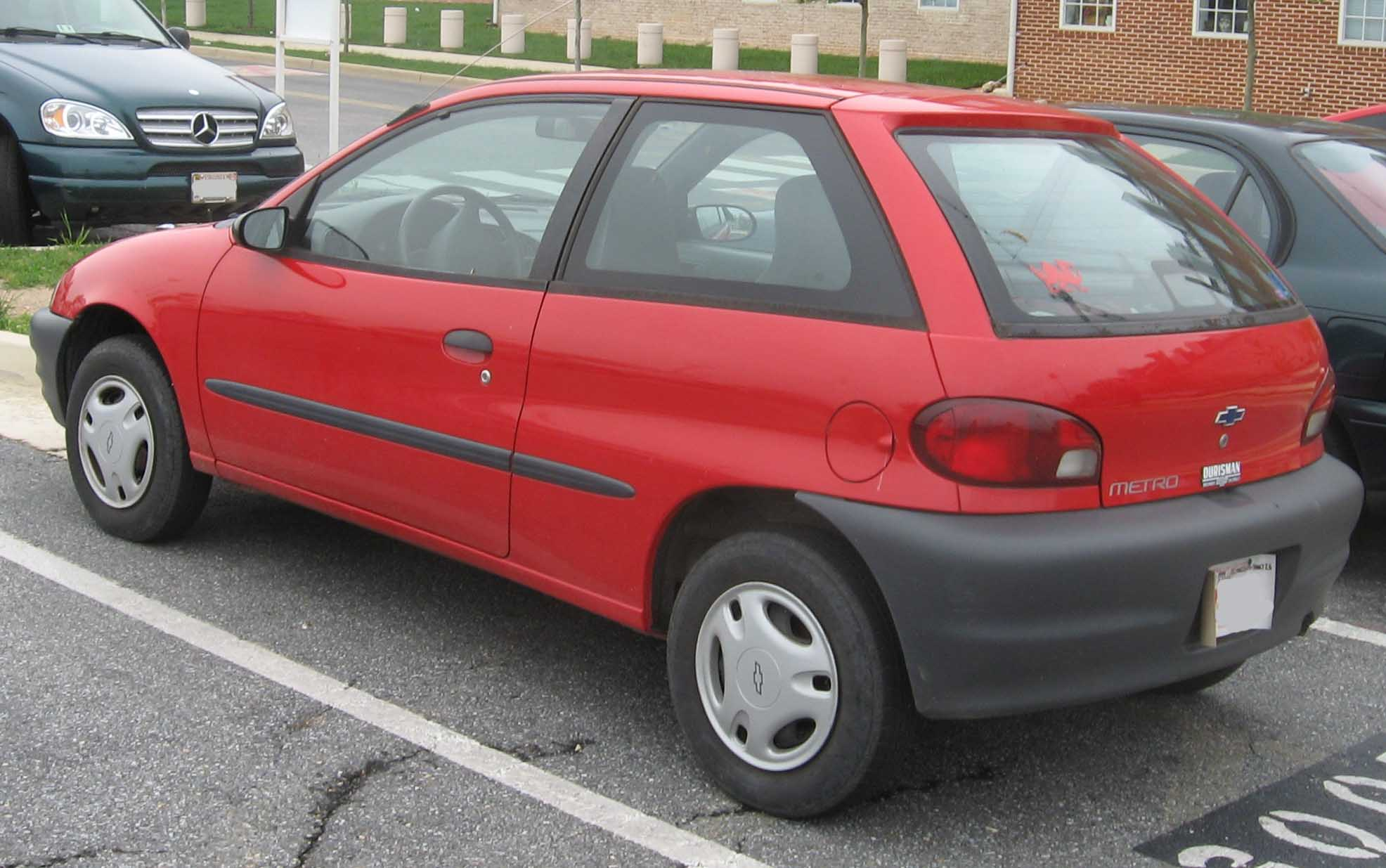
Chevrolet Metro
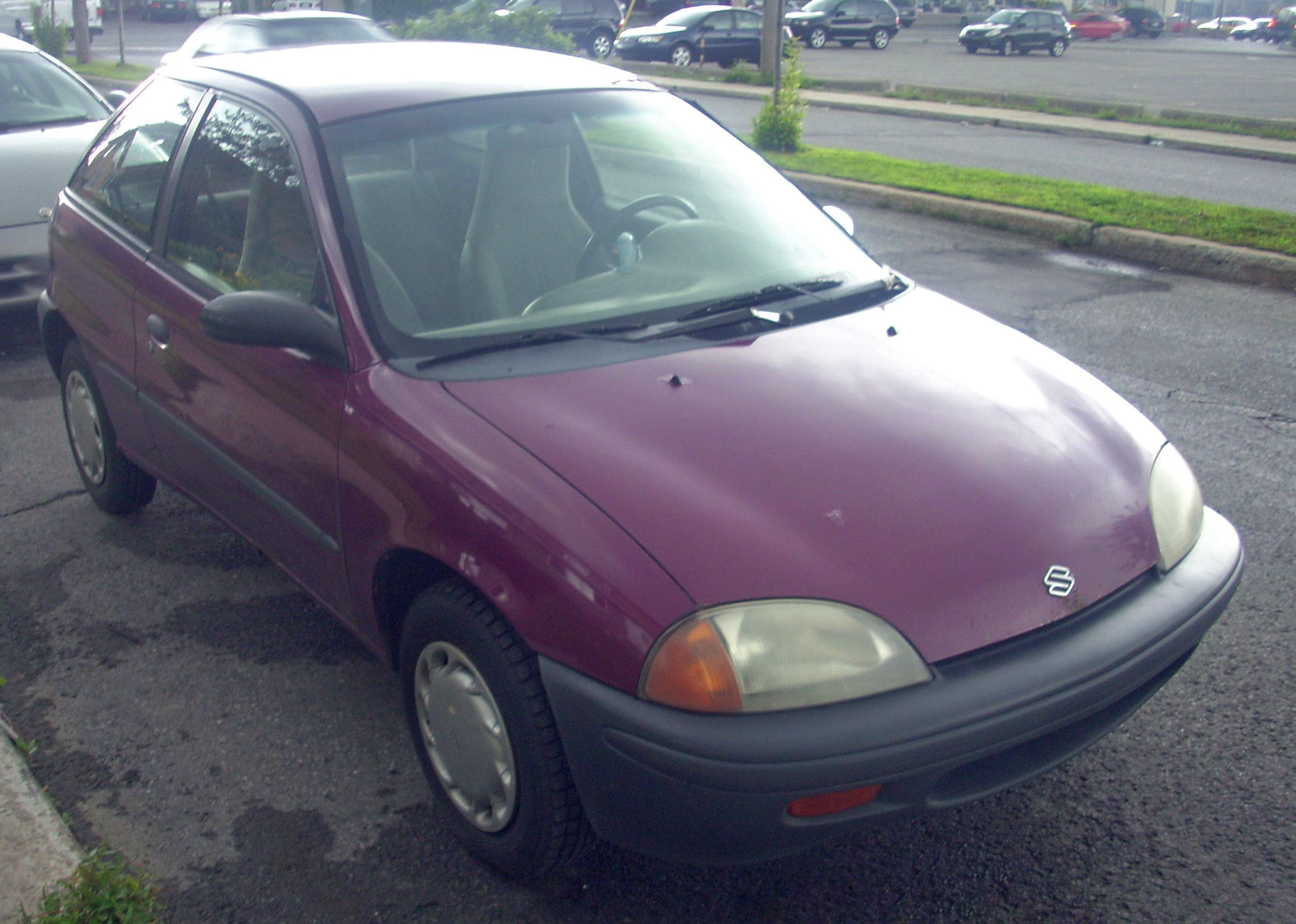
1995—1997 Suzuki Swift
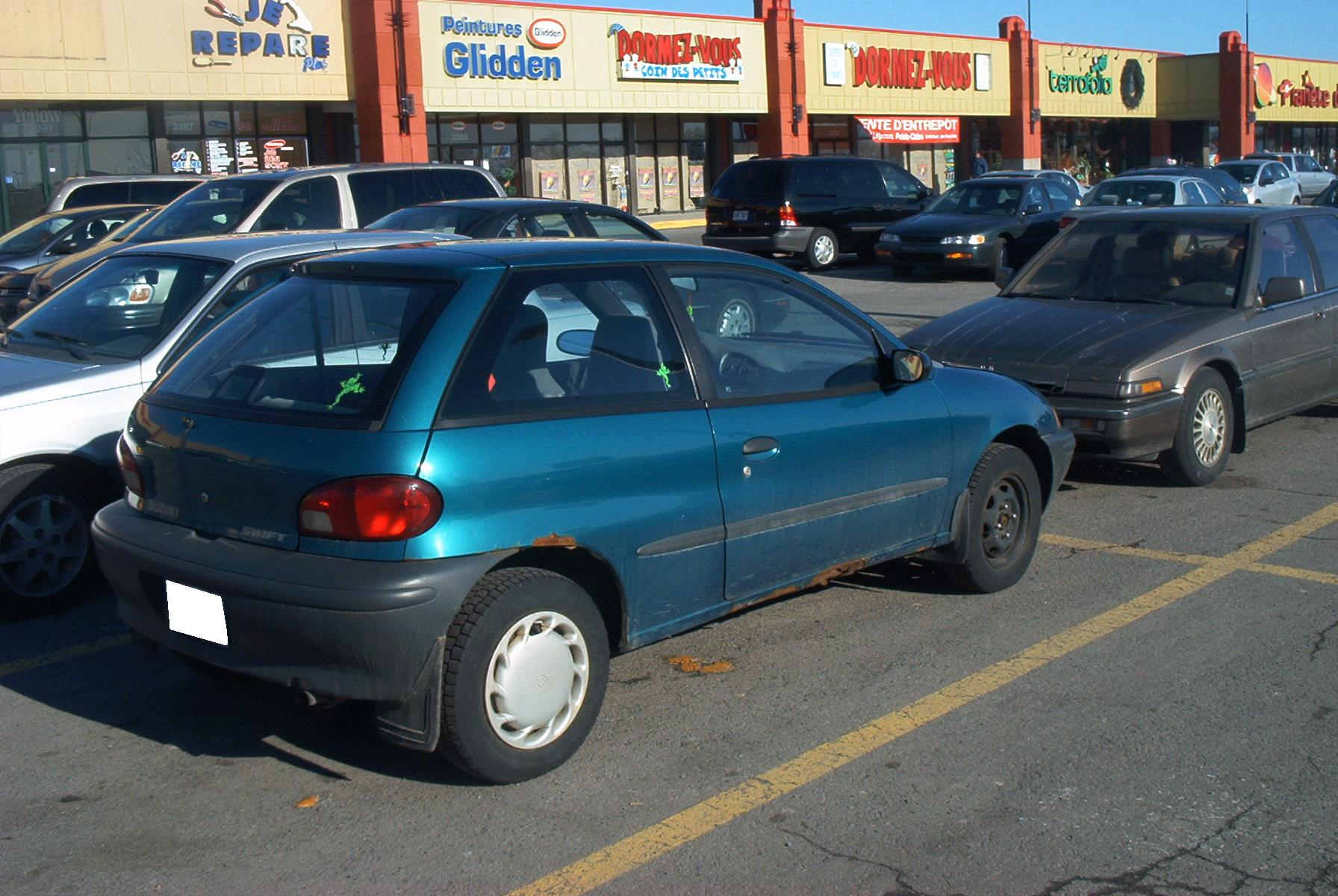
1995—2001 Suzuki Swift
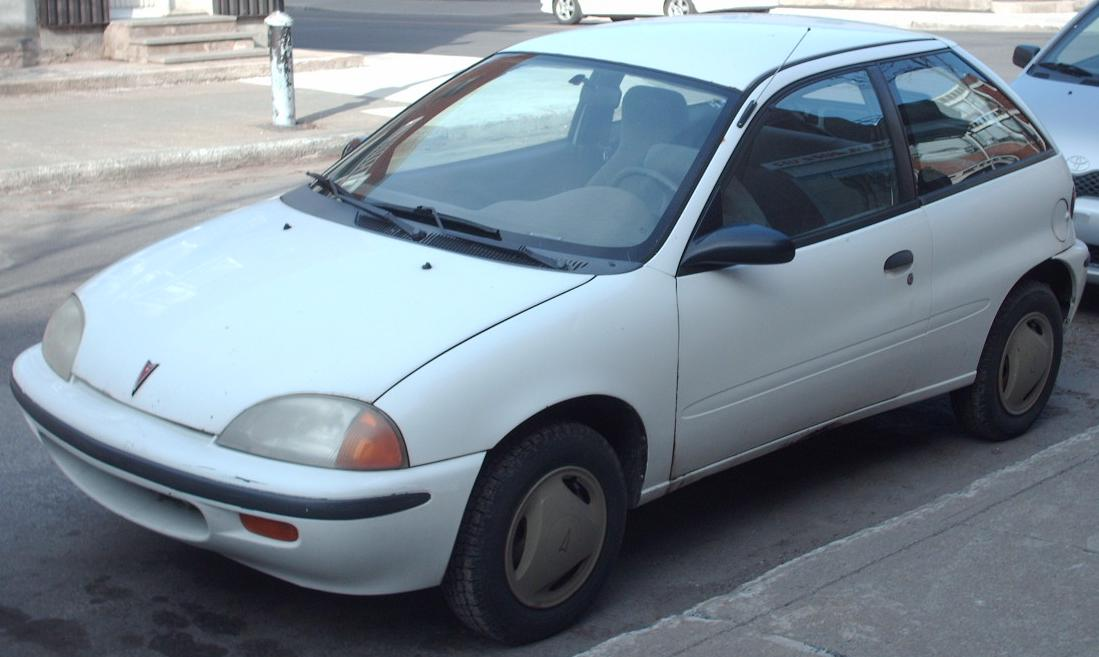
1995—2001 Pontiac Firefly
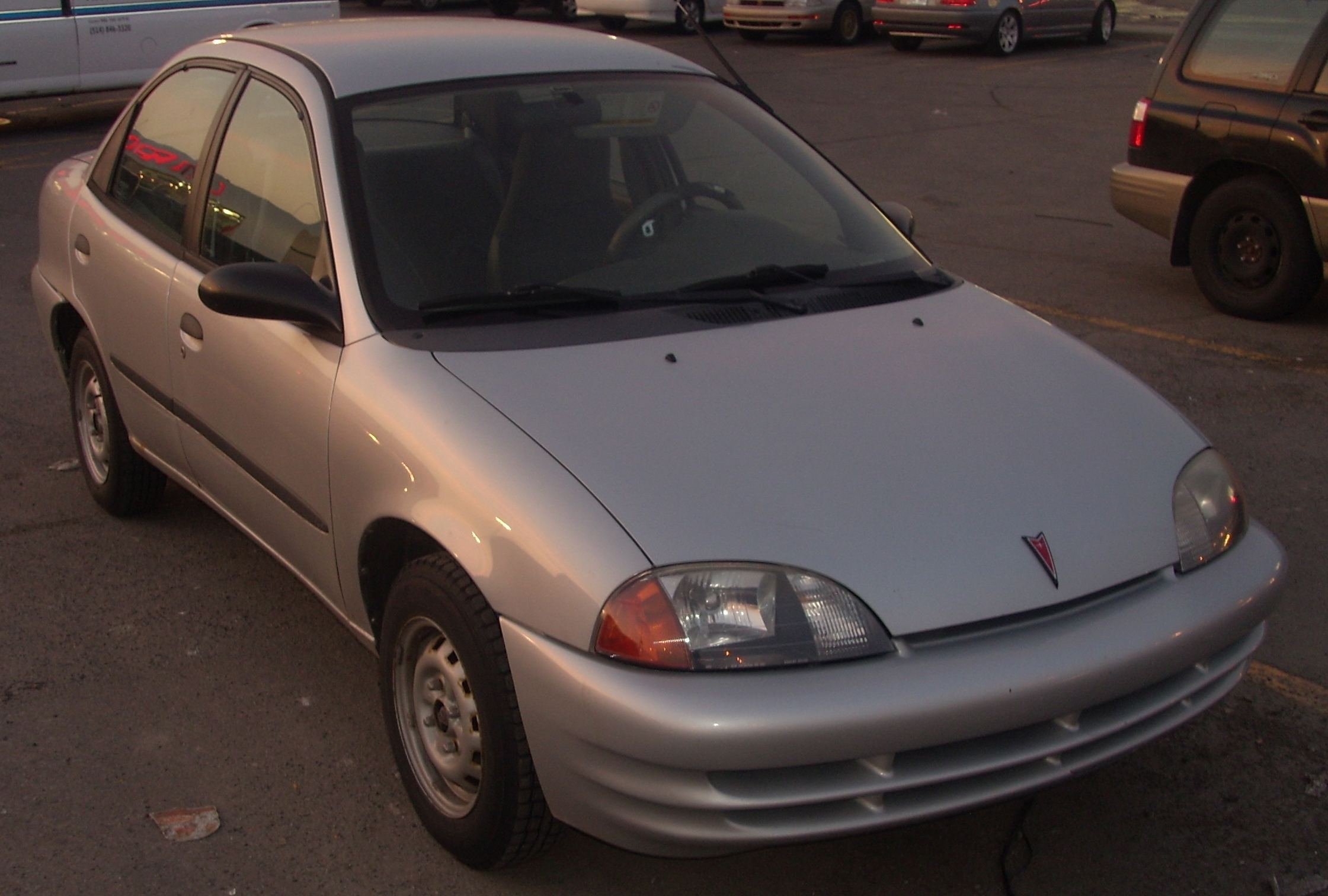
1998—2001 Pontiac Firefly
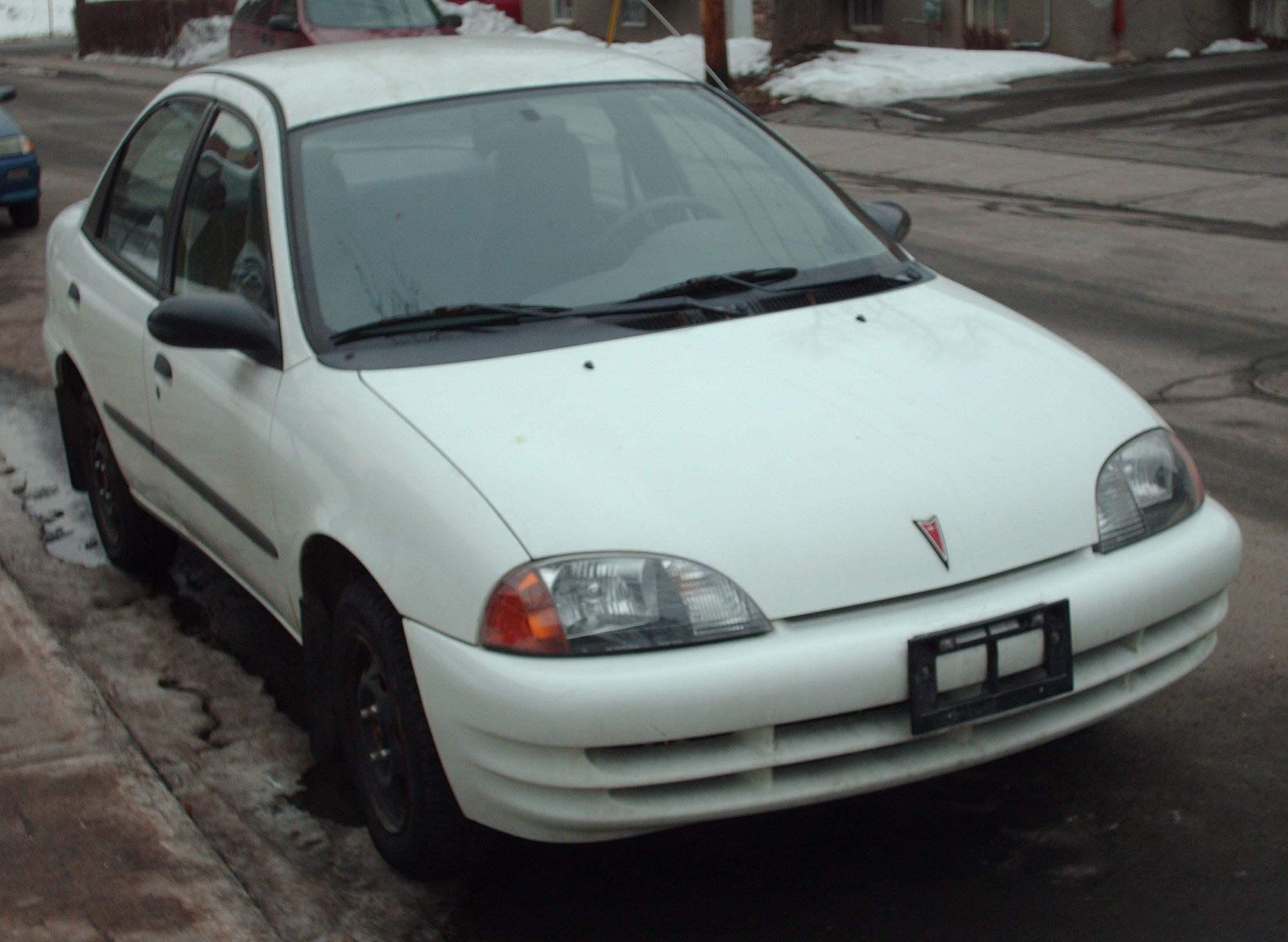
1995—2001 Pontiac Firefly